# Dennis Stanfill
Dennis Carothers Stanfill (1er avril 1927) est un homme d'affaires américain, boursier Rhodes et philanthrope. Il est surtout connu pour sa gestion de la 20th Century Fox Film Corporation de 1971 à 1981 en tant que président-directeur général, succédant à Darryl F. Zanuck.

## Biographie

### Etudes et formation
Dennis Carothers Stanfill est né le 1er avril 1927 à Centerville, Tennessee, fils de Sam Broome et Hattie (Carothers) Stanfill. La mère de Stanfill a joué au basket à l'Université du Tennessee et a obtenu une lettre universitaire. Elle a été interviewée dans Hoop Tales: Tennessee Lady Volunteers par Randy Moore. Après avoir obtenu son diplôme au lycée de Lawrenceburgh, Dennis intègre l'Académie navale d'Annapolis où le président Harry Truman lui décerne l'épée de la classe de 1897 pour son leadership exceptionnel. En 1949, Stanfill remporte une bourse Rhodes à l'Université d'Oxford. Après ses études, il travaille comme banquier d'affaires chez Lehman Brothers à New York. Il est nommé directeur financier (CFO) de la Times Mirror Company, société qui détient alors le journal Los Angeles Times.

### 1969-1981: Carrière à la Fox
Dennis Stanfill rejoint la 20th Century Fox Film Corporation en 1969 au poste nouvellement créé de vice-président exécutif des finances et devient en même temps membre du conseil d'administration et du comité exécutif de Fox. La société n'arrive pas à se remettre du désastre financier du film Cléopâtre (1963) estimé à 40 millions d'USD. C'est à la demande de la banque Lehman Brothers, partenaire financier de longue date de la Fox que Stanfill intègre la société. En 1971, il succède à Darryl F. Zanuck en tant que président-directeur général. En novembre 1973, son père décède à l'âge de 72 ans.
Au cours de son mandat chez Fox, le studio est passé d'une quasi-faillite, en partie à cause des gestions antérieures extravagantes. Sous la direction de Stanfill, la Fox est devenue une entreprise diversifiée et prospère grâce à des développements et des acquisitions internes. Au début des années 1970, les revenus d'activités de la Fox étaient d'environ 40 millions d'USD alors qu'en 1980 les recettes représentent 865 millions d'USD après des impôts de 55 millions de dollars. Stanfill aurait déclaré à l'époque « J'aime le pouvoir. Je suis la 20th Century Fox ». Parmi ses nombreuses activités, Stanfill est crédité de la production des films Star Wars dont le premier opus a généré 267 millions de dollars de recettes. La Fox investit dans les embouteilleurs vendant des produits de la Coca-Cola Company et des centres de villégiature. En septembre 1977, sur les 134 millions de dollars déjà récoltés par le film Star Wars, 87 millions de dollars sont rentrés dans les caisses de la Fox qui en a utilisé 28 millions pour acheter la Coca-Cola Bottling Midwest de Saint Paul. En 1979 lors du départ d'Alan Ladd Jr., président des studios Fox, Stanfill nomme Alan Hirschfield, ancien directeur de Columbia Pictures. Mais les deux hommes n'arrivent pas à s'entendre.
En juin 1981, lorsque la Fox est vendue à Marvin Davis, les actionnaires ont reçu plus de 800 millions de dollars en espèces et en actions. Stanfill a lui reçu des options d'achat d'actions d'une valeur de 8 millions de dollars. Plus tard en 1981, Stanfill décide de renvoyer Harris L. Katleman, alors directeur de la 20th Century Fox Television, en raison d'irrégularités présumées sur son compte de dépenses, mais la décision est annulée par Martin Davis. Considérant son autorité sapée, Stanfill démissionne.

### KCET
Durant son mandat à la Fox, Stanfill siégeait au conseil d'administration de KCET, la chaîne de télévision publique de Los Angeles affiliée à PBS,. Après son départ de la Fox en 1981, Stanfill est invité à occuper le poste non salarié de président de KCET alors en grande difficulté financière,. La station avait grandi et trop dépensé. Grâce à la réputation de Stanfill dans le monde financier, KCET a obtenu un répit auprès de ses créanciers tandis que Stanfill lancé de nombreuses actions pour redresser la barre. Stanfill a réduit les effectifs, maîtrisé les dépenses et lancé une campagne de financement. La chaîne a vendu en vente ses locaux de production et ses bureaux à Hollywood tandis que les cadres supérieurs de la station ont subi une réduction de salaire de 10 %. Lorsque Stanfill a accepté son poste en 1982, la station avait une dette de 5,5 millions de dollars. Au moment où il a démissionné en 1986, KCET était redevenu à l'équilibre financier avec une production active au niveau local mais aussi national.
Durant cette période, il est approché à deux reprises pour prendre les rênes de la société Walt Disney Productions, en 1983 par Ron Miller puis en septembre 1984 sur les conseils de Phil Hawley, l'un des membres externes du directoire. Michael Eisner lui sera préféré.

## Vie privée
Il est marié à Thérèse Olivieri. Ils ont eu trois enfants. Leur fille, Francesca Stanfill Nye, est romancière et journaliste ; elle a d'abord épousé le commerçant d'intérieur Andrian Antoniu (maintenant connu sous le nom de "Adrian A. Alexander"), mais le mariage a été annulé 30 jours plus tard après son arrestation; elle a ensuite épousé Peter Tufo; après avoir divorcé de Tufo, elle a épousé Richard Nye,,,,,, . Leur fils, Dennis, est associé et directeur général de HBDesign, Singapour. Une autre fille, Michaela Sara Stanfill, était chercheuse en Histoir à Boston. Les Stanfill ont deux petits-enfants, Serena Tufo Robinson et Peter Stanfill Tufo.